# Ян Бжоза
Ян Бжо́за  (пол. Jan Brzoza, справжнє прізвище Юзеф Воробець; *10 грудня 1900, Львів — †27 листопада 1971, Мишкув) — польський письменник, один з зачинателів пролетарської літератури в Польщі.
Народився у Львові. З 1921 був членом Комуністичної Партії Західної України. Учасник Антифашистського конгресу діячів культури у Львові (1936). Після приєднання 1939 року Західної України до Радянської України брав активну участь у громадському і літературному житті Львова, зокрема у створенні Львівського відділення Спілки радянських письменників України.
Після Другої світової війни жив у Польській Народній Республіці в Сілезії. Був обраний депутатом сейму ПНР у 1957—1961 роках за списком позапартійних.

## Літературна діяльність
До літературної діяльності Ян Бжоза, будучи теслею за фахом, долучився майже випадково. В жовтні 1931 року в розпал економічної кризи польський Інститут суспільного господарства (пол. IGS — Instytut Gospodarstwa Społecznego) оголосив конкурс на найкращий щоденник польського безробітного. За умовами конкурсу безробітні робітники (перевага надавалася тим, хто займався фізичною працею) мали описати свою ситуацію в умовах безробіття. Термін подачі рукописів спливав у січні 1932 року. До акції долучилася польська преса, через що конкурс набув належного розголосу. Всього на суд журі поступило 774 щоденника від безробітних робітників з усіх кутків Польщі, з яких було відібрано 57 найкращих і надруковано окремою книгою «Щоденники безробітних» (пол. «Pamiętniki bezrobotnych»). В цьому конкурсі щоденник Я. Бжози посів четверте місце. Публікація щоденника Яна Бжози привернула увагу львівських літераторів і видавців до майбутнього письменника і стала початком його літературної кар'єри. Зрештою він єдиний з конкурсантів став професійним літератором.

## Найвідоміші твори
- Повість «Діти» (Dzieci), 1936
- Повість «Будували споруду» (Budowali gmach), 1938
- Повість «Земля» (Ziemia), 1948
- Повість «Дев'ятий батальйон» (Dziewiąty batalion), 1953
- Оповідання «Lodzia tramwajarka», 1958
- Повість «Бескідські ночі» (пол. Beskidzkie noce), 1964
- Повість «Мої літературні пригоди» (Moje przygody literackie), 1967

Автор статті про Тараса Шевченка «Дума про генія» вміщеної в газеті «Życie literackie» («Літературне життя», 1961, № 16).